# Константин Николајевић
Константин Николајевић (Остружница, 26. октобар 1821 — Боксег, 1. октобар 1877) био је српски политичар и историчар.

## Биографија
Син је Николе Николајевића, кога је кнез Милош убио 1822. године. Школовао се у Остружници, Рипњу и Сурдуку у Срему, а 1835. године је дошао у Београд код Јоакима Вуића, који му је помогао да упише гимназију у Крагујевцу. Као државни стипендиста, одлази 1840. године у Париз и у њему завршава студије права. Неко време је био и у Лондону, а потом је постављен за секретара српског посланства у Цариграду. 30. јула 1847. године је постао народни посланик, а паралелно са обављањем државних дужности, бавио се и историјом. У младости се интересовао за економију и писао је песме.
Оженио се Полексијом Карађорђевић, кћерком кнеза Александра Карађорђевића, 1849. године. За време кримске кризе, састављао је планове о ширењу Србије, у њеним историјским границама. У периоду од 1856. до 1858. године, био је министар унутрашњих послова.
Његове историјске студије су рађене на основу много литературе и извора, али се јавља тежња за литерарним ефектима и има у њима много маштања. 
После пада свог таста остао је у Београду до 1862. године, а затим је путовао по Европи. 
Извршио је самоубиство 1877. године, на имању свога таста у Боксегу.

## Одабрана дела
- Кореспонденција из Париза или финанцијални и трговински пројекти (1843)
- О границама или докле се простирала област некадашњег пећког патријархата (1856)
- Комненовске или народне песме (1859)
- Стара историја Србска по домаћим предањима (1872 – недовршено)

## Породица

### Родитељи
| име                | слика | датум рођења | датум смрти |
| ------------------ | ----- | ------------ | ----------- |
| Никола Николајевић |       |              | 1821.       |
| Макра Николајевић  |       |              |             |

### Супружник
| име                | слика | датум рођења     | датум смрти       |
| ------------------ | ----- | ---------------- | ----------------- |
| Принцеза Полексија |       | 1. фебруар 1833. | 5. децембар 1914. |

### Деца
| име                    | слика | датум рођења | датум смрти | супружник  |
| ---------------------- | ----- | ------------ | ----------- | ---------- |
| Никола Николајевић     |       |              | 1873.       |            |
| Александар Николајевић |       | 1856.        | 1903.       |            |
| Ђорђе Николајевић      |       | 1859.        | 1882.       |            |
| Персида Николајевић    |       | 1860.        | 1945.       | Бортолотто |
| Катарина Николајевић   |       |              |             |            |